# Lambaréné AC
Der Lambaréné Athletic Club, ehemals Association Sportive Pélican, ist ein gabunischer Fußballklub mit Sitz in der Stadt Lambaréné innerhalb der Provinz Moyen-Ogooué.

## Geschichte
Der Klub wurde im Jahr 1981 gegründet. Erstmals in Ergebnissen taucht die Mannschaft beim nationalen Pokal der Saison 1997 auf. Das nächste Mal gibt es noch Ergebnisse aus der Vorrunde des Pokals der Saison 2005 und 2006. Bei einem Aufstiegsturnier in der Saison 2007/08 gelang der Mannschaft der Sieg und damit der Sprung in die erstklassige Liga Championnat National D1. Die erste Saison im Oberhaus von Gabun beendete die Mannschaft mit 27 Punkten auf dem zehnten Platz und hielt die Klasse. Seither errang der Klub in der Liga halten bessere Positionen, für einen Meistertitel oder den Gewinn des Pokals reichte es bislang nicht. 2019 wurde die Mannschaft nach den Meisterschafts-Playoffs Zweiter hinter AO Cercle Mbérie Sportif. Auch gelang erstmals in der Saison 2019/20 die Teilnahme am CAF Confederation Cup, wo man es bis in die erste Hauptrunde schaffte. Der Klub spielt bis heute in der höchsten Liga von Gabun.